# Dodona maculosa
Dodona maculosa är en fjärilsart som beskrevs av John Henry Leech 1890. Dodona maculosa ingår i släktet Dodona och familjen Riodinidae. Inga underarter finns listade i Catalogue of Life.